# Barbora Gambová
Barbora Gambová est une joueuse volley-ball tchèque, née le 7 mars 1992, à Přerov. Elle mesure 1,77 m et joue au poste de réceptionneuse-attaquante.

## Clubs
| Club              | De        | À         |
| ----------------- | --------- | --------- |
| PVK Přerov        | 2010-2011 | 2012-2013 |
| VK Prostějov      | 2013-2014 | 2016-2017 |
| SES Calais        | 2017-2018 | 2018-2019 |
| Quimper Volley 29 | 2019-2020 | 2020-2021 |

## Palmarès

### En sélection nationale
- Championnat d'Europe U20
  -  : 2010.

### En club
- Championnat de République tchèque (4)
  - Vainqueur : 2014, 2015, 2016, 2017.
- Coupe de République tchèque (3)
  - Vainqueur : 2014, 2015, 2016.
  - Finaliste : 2017.

### Distinctions individuelles
Néant